# Изола дел Капо Рицуто
Изола дел Капо Рицуто (итал. Isola di Capo Rizzuto) је насеље у Италији у округу Кротоне, региону Калабрија.
Према процени из 2011. у насељу је живело 11045 становника. Насеље се налази на надморској висини од 90 м.

## Становништво
| 1951. | 1961. | 1971.  | 1981.  | 1991.  | 2001.  | 2011.  |
| ----- | ----- | ------ | ------ | ------ | ------ | ------ |
| 6.855 | 9.218 | 10.247 | 12.462 | 12.315 | 14.233 | 15.827 |